# احزاب سیاسی (کتاب)

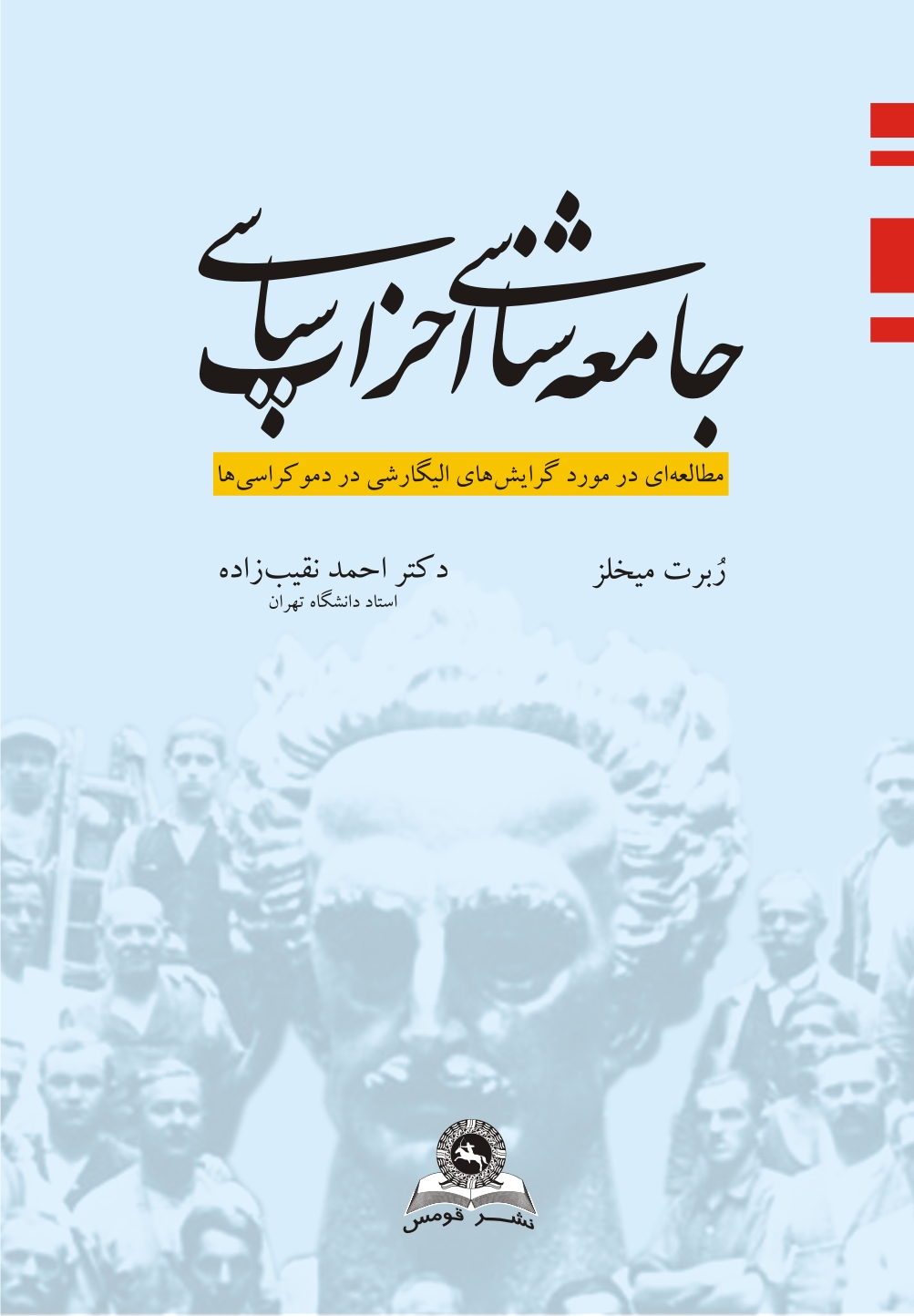

احزاب سیاسی: بررسی جامعه‌شناختی گرایش‌های الیگارشی دموکراسی مدرن (آلمانی: Zur Soziologie des Parteiwesens in der modernen Demokratie; Untersuchungen über die oligarchischen Tendenzen des Gruppenlebens) کتابی است از جامعه‌شناس آلمانی الاصل ایتالیایی روبرت میخلز (۹ ژانویهٔ ۱۸۷۶–۳ مه ۱۹۳۶) که در سال ۱۹۱۱ منتشر شد و برای نخستین بار مفهوم قانون آهنین الیگارشی را معرفی کرد. این کتاب یکی از آثار کلاسیک علوم اجتماعی، به ویژه جامعه‌شناسی و علوم سیاسی به‌شمار می‌رود.
در سال ۱۹۱۲ توسط آلفردو پولدرو با نام جامعه‌شناسی حزب سیاسی در دموکراسی مدرن: مطالعاتی در مورد گرایش‌های الیگارشی مجموعه‌های سیاسی به زبان ایتالیایی و سپس در سال ۱۹۱۵ توسط ادن پل و سدر پل برای شرکت کتابخانه بین‌المللی هرست از ایتالیایی به زبان انگلیسی ترجمه شد.
این اثر ساختار قدرت سازمان‌هایی مانند احزاب سیاسی و اتحادیه‌های کارگری را تحلیل می‌کند. استدلال اصلی میخلز آنست که همه سازمان‌ها، حتی سازمان‌هایی مانند احزاب سیاسی سوسیالیست که در بحث نظری، برابری‌خواه‌ترین و متعهدترین حزب به دموکراسی هستند؛ در واقع الیگارشی و تحت سلطه گروه کوچکی از رهبران هستند.
کتاب میخلز همچنین اولین تحلیل سیستماتیک را از این موضوع ارائه می‌دهد که چگونه یک حزب سیاسی رادیکال اهداف رادیکالی خود را برای مشارکت در انتخابات از دست می‌دهد. خاستگاه نظریه اعتدال را می‌توان در این تحلیل یافت.

## چکیده
میخلز نظری را در مورد ناسازگاری دموکراسی و سازمان‌های اجتماعی در مقیاس بزرگ مطرح کرد. او مشاهده کرد بر خلاف اصول دموکراتیک و برابری‌خواهانه، هم جامعه به‌طور عام و هم سازمان‌های مشخص به‌طور خاص تحت سلطه رهبری - الیگارشی هستند. به گفته میخلز، این مسئله به سبب ضعف خاصی در جامعه یا سازمانی خاص نیست بلکه ویژگی «هر» و «همه» نظام‌های اجتماعی پیچیده‌است. چنین نظام‌های اجتماعی باید در امتداد خطوط بوروکراسی سازماندهی شده و توسط بخش‌هایی مدیریت شوند که دارای مقامات غیرمنتخب یا انتصابی هستند و بدین ترتیب، بوروکراسی‌ها ناگزیر الیگارشی‌ها را توسعه می‌دهند. میخلز به این نتیجه رسید که در هر سازمان پیچیده‌ای که بر جهان مدرن تسلط داشته باشد، فرار از سلطه الیگارشی غیرممکن است - نتیجه‌ای که به قانون آهنین الیگارشی مشهور شد.
| « | کی میگه سازمان، میگه الیگارشی | » |

قانون آهنین الیگارشی مبتنی بر منطق زیر است:
- اولاً، هر سازمان در مقیاس بزرگ توسعه بوروکراسی را برای اداره کارآمد ضروری می‌کند.[۶] چنین رهبرانی منابعی را گردآوری می‌کنند (کنترل دانش برتر بر وسایل ارتباط رسمی با اعضا و مهارت در هنر سیاست) که به آنها قدرت راهبری هزینه‌ها و اعضا درجه یک را می‌دهد.[۶]

| « | سازمان‌های بزرگ به روسای خود تقریباً قدرت انحصاری می‌دهند. | » |

- ثانیاً، میخلز در مورد اینکه آیا این افراد دارای مهارت‌های لازم برای رقابت با رهبران هستند یا خیر، ابراز تردید کرد، مفهومی که او آن را «بی‌کفایتی توده‌ها» بیان نمود. برای جلوگیری از توسعه الیگارشی، اعضای عادی باید در فعالیت‌های مختلف سازمان‌ها مشارکت داشته باشند. با این حال، واقعیت محدودیت‌های زمانی ناشی از کار، خانواده و اوقات فراغت، مدت زمانی را که اکثر این اعضا مایلند به مشارکت فعال در فعالیت‌های سازمانی و سیاست اختصاص دهند، کاهش می‌دهد. این امر با فقدان تحصیلات و مهارت‌های رهبری همراه است.[۷]

| « | توده‌ها قادر به شرکت در فرایند تصمیم‌گیری نیستند و خواهان رهبری قوی هستند. | » |

در مطالعه موردی خود از سوسیالیست احزاب معاصر خود، در درجه اول حزب سوسیال دموکرات آلمان. این سازمان رادیکال در زمان او بود که برای مفاهیم بدیعی مانند بزرگسالان حق رای، آزادی بیان و مشارکت مردمی در دولت مبارزه می‌کرد. میخلز توضیح داد که چگونه برنامه سیاسی آنها تحت الشعاع گسترش سازمان مورد علاقه بوروکراسی اداری قرار گرفت. میخلز مشاهده کرد که این را می‌توان اینگونه توضیح داد: «مشخص نیست که منافع توده‌هایی که برای تشکیل حزب ترکیب شده‌اند با منافع بوروکراسی که حزب در آن شخصیت می‌یابد مطابقت داشته باشد.» میخلز خاطرنشان کرد که اگر سازمانی که به چنین اصولی اختصاص دارد نتواند آرمان‌های دموکراتیک خود را در حکومت خود تحقق بخشد، بعید است که سازمان‌های دیگر، حتی کمتر به چنین اهداف والایی توجه کنند، بتوانند به عنوان دموکراسی عمل کنند.
| « | سوسیالیست‌ها ممکن است پیروز شوند ولی نه سوسیالیسم که در لحظه پیروزی طرفدارانش از بین می‌رود. | » |

## اهمیت
کتاب میخلز به سرعت به اثر کلاسیک علوم اجتماعی تبدیل شد. نظریه او به سرعت در مقیاس وسیع در طول جنگ جهانی اول، زمانی تأیید شد که اکثر احزاب سوسیالیست آن زمان سیاست‌های جنگی دولتشان را تأیید کردند؛ بنابراین نشان می‌دهد رهبران احزاب، اهداف حتی کوتاه مدت و بقای سازمانی را از طریق هم‌پیمانی با دولت را بر باورهای اعتقادی «پرولتاریا علیه بورژوازی» ترجیح می‌دهند.
زیگموند نیومن گفت «مطالعه جامعه‌شناسی احزاب سیاسی کاملاً تحت سلطه قانون آهنین [الیگارشی] روبرت میخلز است.»  کار میخلز به‌طور چشمگیری بر دیدگاه دوست و هموطن او و یکی از بنیانگذاران جامعه‌شناسی، ماکس وبر در مورد نظریه حزب سیاسی تأثیر گذاشت. شماری دیگر از نظریه‌پردازان احزاب سیاسی اذعان داشتند که این اثر تأثیر عمده‌ای بر آنها داشته‌است، از جمله
جیمز برایس، اولین ویسکونت برایس، موریس دوورژه و رابرت مک‌کنزی.
فراتر از احزاب سیاسی، کار میخلز برای تشریح عملکرد بسیاری از سازمان‌های داوطلبانه دیگر از اتحادیه‌های کارگری تا انجمن پزشکی مورد استفاده قرار گرفت. نظریه او همچنین در مطالعه کلی سازمان‌ها و نظریه‌های بوروکراسی قابل اجرا و تأثیرگذار هست.

## انتقاد
استدلال میخلز از دو جهت مورد انتقاد قرار گرفته‌است:
1. تأکید بیش از حد بر جبرگرایی
2. انتقاد بیش از حد از بروکراسی یا دیوان‌سالاری

## نقل قول‌ها
- حزبی از اعیان زمین‌دار اگر بگوید فقط برای اعضای طبقه خود و افراد دارای منافع اقتصادی مشابه نمایندگی می‌کند، حتی یک کرسی را هم بدست نمی‌آورند و حتی یک نماینده را هم به مجلس نمی‌فرستند.
  - کاندیدای محافظه‌کاری که در معرفی خود به رای‌دهندگان اعلام کند آنها را قادر به تأثیرگذاری در سرنوشت کشور نمی‌داند و به همین سبب باید از حق رأی محروم شوند،
    - مردی با صداقت بی‌نظیر است ولی از نظر سیاسی دیوانه خواهد بود.